# Макашвили, Леван Лериевич
Лева́н Лери́евич Макашви́ли (груз. მაყაშვილი ლევან ლერის ძე; род. 7 января 1989, Гори) — грузинский боец смешанного стиля, представитель полулёгкой весовой категории. Выступает на профессиональном уровне начиная с 2013 года, известен по участию в турнирах бойцовских организаций UFC, Fight Nights, CES MMA, Cage Fury FC и др.
В 2017 году был привлечен к суду в США за участие в криминальной группировке ().

## Биография
Леван Макашвили родился 7 января 1989 года в городе Гори Грузинской ССР. В детстве по наставлению отца занимался вольной борьбой, неоднократно выигрывал городские соревнования в этой дисциплине, становился чемпионом Грузии в своей возрастной группе. Имеет звание мастера спорта Грузии по борьбе.

### Начало профессиональной карьеры
Дебютировал в смешанных единоборствах на профессиональном уровне в сентябре 2011 года на турнирах Федерации универсального боя Грузии, где в общей сложности победил четверых соперников.
Начиная с 2013 года тренировался в США в зале Mutant MMA и выступал в небольших американских промоушенах, таких как Ring of Combat, Turf Wars и Cage Fury Fighting Championships. В августе 2014 года потерпел первое в профессиональной карьере поражение, уступив решением большинства судей бразильцу Алешандри Безерре. Тем не менее, уже в следующем поединке взял у Безерры реванш, победив его единогласным решением.

### Ultimate Fighting Championship
Имея в послужном списке десять побед и только одно поражение, Макашвили привлёк внимание крупнейшей бойцовской организации мира Ultimate Fighting Championship и в 2015 году подписал с ней контракт. Должен был дебютировать в октагоне UFC уже в феврале в поединке против Ника Ленца, однако Ленц вынужден был сняться с турнира по состоянию здоровья, и таким образом дебют перенёсся на май — раздельным решением судей Макашвили выиграл у филиппинца Марка Эддивы, став первым выступившим в UFC грузином.
В июне того же 2015 года вышел в клетку против бразильца Акрана Диаса, заменив на коротком уведомлении выбывшего Чеса Скелли. Противостояние между ними продлилось всё отведённое время, в итоге судьи раздельным решением отдали победу Диасу.
Следующим его соперником в январе 2016 года стал американец Деймон Джексон — в третьем раунде их поединка с Макашвили сняли одно очко за тычок в глаз и запрещённый удар коленом, в конечном счёте судьи зафиксировали ничью.

### CES MMA
Покинув UFC, Макашвили некоторое время выступал в менее престижной американской организации CES MMA, где в общей сложности одержал две победы, в том числе с помощью удушающего приёма сзади заставил сдаться достаточно сильного бойца Шона Сориано.

### Fight Nights Global
В том же 2016 году подписал контракт с крупной российской организацией Fight Nights Global и благополучно дебютировал здесь, выиграв по очкам у непобеждённого чемпиона мира по боевому самбо Расула Мирзаева. Между ними планировался повторный поединок, но на Мирзаева было совершено нападение, и бой пришлось перенести на неопределённое время. Впоследствии Мирзаев покинул организацию, и реваншу так и не суждено было состояться.
В марте 2017 года Макашвили единогласным решением судей победил англичанина Джека Макганна.
Благодаря череде удачных выступлений грузинский боец поднялся до первой сроки рейтинга полулегковесов Fight Nights и удостоился права оспорить титул чемпиона, принадлежащий Александру Матмуратову. Однако в июне во время пребывания в США Макашвили арестовали по подозрению в причастности к деятельности организационной преступной группировки, возглавляемой вором в законе Ражденом Шулая. Спустя несколько дней его выпустили под залог, но прилететь на бой в Россию он уже не мог.

### Absolute Championship Akhmat
В 2019 году Макашвили возобновил спортивную карьеру, став бойцом другой российской организации Absolute Championship Akhmat.

## Статистика в профессиональном ММА
| Боёв 25  | Побед 19 | Поражений 5 |
| -------- | -------- | ----------- |
| Нокаутом | 6        | 0           |
| Сдачей   | 1        | 0           |
| Решением | 12       | 5           |
| Ничьи    | 1        | 1           |

| Результат | Рекорд | Соперник               | Способ                 | Турнир                                 | Дата             | Раунд | Время | Место                  | Примечание                                                         |
| --------- | ------ | ---------------------- | ---------------------- | -------------------------------------- | ---------------- | ----- | ----- | ---------------------- | ------------------------------------------------------------------ |
| Победа    | 19-5-1 | Леонардо Лимбергер     | Раздельное решение     | ACA 137: Магомедов - Матевосян         | 6 марта 2022     | 3     | 5:00  | Краснодар, Россия      |                                                                    |
| Поражение | 18-5-1 | Хердесон Батиста       | Единогласное решение   | ACA 132: Джонсон - Вахаев              | 19 ноября 2021   | 3     | 5:00  | Минск, Белоруссия      |                                                                    |
| Победа    | 18-4-1 | Элисмар Лима да Сильва | Единогласное решение   | ACA 122: Джонсон - Побережец           | 23 апреля 2021   | 3     | 5:00  | Минск, Белоруссия      |                                                                    |
| Поражение | 17-4-1 | Аурел Пыртя            | Раздельное решение     | ACA 114                                | 26 ноября 2020   | 3     | 5:00  | Лодзь, Польша          |                                                                    |
| Победа    | 17-3-1 | Роман Дик              | KO (удары руками)      | ACA 109                                | 20 августа 2020  | 2     | 4:38  | Лодзь, Польша          |                                                                    |
| Поражение | 16-3-1 | Магомедрасул Хасбулаев | Единогласное решение   | ACA 104                                | 21 февраля 2020  | 3     | 5:00  | Краснодар, Россия      |                                                                    |
| Победа    | 16-2-1 | Аттила Коркмаз         | Единогласное решение   | ACA 101                                | 15 ноября 2019   | 3     | 5:00  | Варшава, Польша        |                                                                    |
| Победа    | 15-2-1 | Джек Макганн           | Единогласное решение   | Fight Nights Global 62                 | 31 марта 2017    | 3     | 5:00  | Москва, Россия         |                                                                    |
| Победа    | 14-2-1 | Расул Мирзаев          | Единогласное решение   | Fight Nights Global 54                 | 16 ноября 2016   | 3     | 5:00  | Ростов-на-Дону, Россия |                                                                    |
| Победа    | 13-2-1 | Шон Сориано            | Сдача (удушение сзади) | CES MMA 38: Soriano vs. Makashvili     | 23 сентября 2016 | 2     | 4:05  | Линкольн, США          |                                                                    |
| Победа    | 12-2-1 | Райан Сандерс          | Единогласное решение   | CES MMA 36: Andrews vs. Muro           | 10 июня 2016     | 3     | 5:00  | Линкольн, США          |                                                                    |
| Ничья     | 11-2-1 | Деймон Джексон         | Решение большинства    | UFC on Fox: Johnson vs. Bader          | 30 января 2016   | 3     | 5:00  | Ньюарк, США            | С Макашвили сняли очко за тычок в глаз и запрещённый удар коленом. |
| Поражение | 11-2   | Акран Диас             | Раздельное решение     | UFC Fight Night: Machida vs. Romero    | 27 июня 2015     | 3     | 5:00  | Холливуд, США          |                                                                    |
| Победа    | 11-1   | Марк Эддива            | Раздельное решение     | UFC Fight Night: Edgar vs. Faber       | 16 мая 2015      | 3     | 2:08  | Пасай, Филиппины       |                                                                    |
| Победа    | 10-1   | Алешандри Безерра      | Единогласное решение   | CFFC 44                                | 13 декабря 2014  | 5     | 5:00  | Бетлехем, США          |                                                                    |
| Поражение | 9-1    | Алешандри Безерра      | Решение большинства    | CFFC 38                                | 9 августа 2014   | 5     | 5:00  | Атлантик-Сити, США     |                                                                    |
| Победа    | 9-0    | Скотт Хекман           | TKO (удары руками)     | CFFC 35                                | 26 апреля 2014   | 4     | 2:30  | Атлантик-Сити, США     |                                                                    |
| Победа    | 8-0    | Джордан Стинер         | Единогласное решение   | CFFC 32                                | 22 февраля 2014  | 3     | 5:00  | Кинг-оф-Пруссия, США   |                                                                    |
| Победа    | 7-0    | Том Инглиш             | KO (удар рукой)        | ROC 46                                 | 20 сентября 2013 | 2     | 1:39  | Атлантик-Сити, США     |                                                                    |
| Победа    | 6-0    | Томас Уош              | TKO (удары руками)     | Turf Wars 11                           | 13 апреля 2013   | 1     | 0:17  | Флоренс, США           |                                                                    |
| Победа    | 5-0    | Энтони Фраккини        | Единогласное решение   | ROC 44                                 | 5 апреля 2013    | 3     | 4:00  | Атлантик-Сити, США     |                                                                    |
| Победа    | 4-0    | Леван Квеселава        | TKO (удары руками)     | GUFF-Determination                     | 16 ноября 2012   | 1     | 2:05  | Гори, Грузия           |                                                                    |
| Победа    | 3-0    | Гарик Абриамиани       | TKO (удары руками)     | GUFF-Batubi Circus                     | 6 августа 2012   | 3     | 1:11  | Батуми, Грузия         |                                                                    |
| Победа    | 2-0    | Георгий Апциаури       | Единогласное решение   | Georgian Universal Fighting Federation | 22 сентября 2011 | 3     | 3:oo  | Кутаиси, Грузия        |                                                                    |
| Победа    | 1-0    | Георгий Турашвили      | TKO (удары руками)     | Georgian Universal Fighting Federation | 17 сентября 2011 | 1     | 0:51  | Гори, Грузия           |                                                                    |

## Преступная деятельность
Состоял боевиком криминальной группировки Раждена Шулая, известного также как Ражден Питерский. Группировка Шулая была раскрыта ФБР в июне 2017 года. К суду были привлечены 33 человека. Некоторые фигуранты, в том числе Макашвили, решили признать вину в обмен на менее суровый приговор.